# Priit Tender
Priit Tender (nascut el 7 de febrer el 1971 a Tallinn) és un director de cinema d'animació estonià.
Les pel·lícules d'autor de Priit Tender es basen en el surrealisme, l'humor negre i l'existencialisme. Ha fet pel·lícules en diverses tècniques i tant en dibuixos animats, pel·lícula de titelles i altres camps de l'animació.

## Biografia
Priit Tender es va graduar al Tallinn 44. Keskkool el 1989 i a la Universitat de Tallinn com a professor d'art el 1994, i el seu primer treball va ser com a artista de fons per a Priit Pärn i Janno Põldma a la pel·lícula 1895 (1995). Les pel·lícules d'autor següents porten tradicions estonianes: estil gràfic fort, acció absurda i simbolisme.
El primer llargmetratge de Tender anomenat Gravitatsioon (1996) s'enfronta a l'arrogància i la ingenuïtat de la joventut. Gravitatsioon va guanyar el premi a la millor pel·lícula debut al Festival d'Animació d'Oslo el 1996. A diferència d'altres animadors, l'obra de Tender no té un estil clarament definit.
Priit Tender ha impartit classes d'animació a l'Acadèmia de Cultura de Vilandi 2006-2012. a l'Escola de Cinema i Mitjans de Comunicació del Bàltic (cicle de conferències sobre edició d'animació) el 2008, EEE Departament d'animació (cicle de conferències sobre tècniques d'animació) i celebrat el 2005-2008 el 2008, imparteix com a professor convidat a diverses escoles d'animació d'arreu del món: Rhode Island School of Design (EUA), Acadèmia d’Art de Ljubljana (Eslovènia), Royal College of Art (Anglaterra).
Des del 2019, és el cap del departament d'animació de l'Acadèmia d'Arts d'Estònia.

## Filmografia
- 1895 (1995, dibuixos animats, director Priit Pärn i Janno Põldma, co-artista)
- Gravitatsioon (1996, pel·lícula d'animació, director)
- Vares ja Hiired (1998, pel·lícula de titelles, director)
- Viola (1999, pel·lícula d'animació, director)
- Anima Tsoon (2001, 13x20 min sèrie de televisió de 13x20 min sobre la història de l'animació estònia, Eesti Televisioon, guionista)
- Mont Blanc (2001, pel·lícula d'animació, director)
- Rebasenaine (2002, pel·lícula de titelles, director)
- Frank ja Wendy (2003–2005, pel·lícula d'animació, director, coautors Priit Pärn, Ülo Pikkov, Kaspar Jancis)
- Mirjami peitusemäng (2005, pel·lícula de titelles, director)
- Sõnum naabritele (2006, pel·lícula d'animació, director)
- Taimne direktor (2007, pel·lícula d'animació Must lagi, director)
- Miriami teatriseiklus (2007, pel·lícula de titelles, director)
- Tronji (sèrie de televisió infantil de 30x30 min, Ragdool/BBC, productor/director de tres llargmetratges de 5 minuts)
- Mirjami katkine pilt (2008, pel·lícula d'animació, director)
- Köögi dimensioonid (2008, pel·lícula d'animació, director)
- Mirjami rohelised täpid (2012, pel·lícula de titelles, director)
- Ussinuumaja (2012, pel·lícula d'animació, director)
- Alateadvuse maja (2015, pel·lícula d'animació, director)
- Linnugripp (2016, pel·lícula d'animació, director)
- Kalapüüdja naine ja karu. Saami lugu (2016, pel·lícula d'animació, director)
- Orpheus (2019, pel·lícula d'animació, director)[1]
- "Koerkorter" (2022, pel·lícula de titelles, director)[5]

## Premis
- Premi de la Crítica de Cinema 1999 (FIPRESCI) al Festival d'Annecy.
- Premi Especial del Jurat del Festival al Festival Internacional de Cinema d'Animació d'Hiroshima, Japó 2010